# Star Wars: Jedi Knight II: Jedi Outcast
Star Wars: Jedi Knight II: Jedi Outcast (укр. Зоряні війни: Джедай-лицар II: Джедай-вигнанець) — відеогра в жанрі екшн з сумішшю шутера за всесвітом «Зоряних війн», випущена 28 березня 2002 року. Гра була створеною компанією Raven Software і вийшла на платформах Windows, Macintosh, GameCube і Xbox, засновуючись на ігровому рушієві Quake III. Поширенням і продажем займались компанії — LucasArts в Північній Америці та Activision у іншій частині світу.
Дія гри розгортається в 12-му році після битви при Явіні. Кайл Катарн, колишній джедай, розірвав свої зв'язки із Силою після того, як ледь не піддався її Темному боку. Тепер він найманець, який працює на Нову Республіку. Але викрадення його напарниці залишками імперських сил спонукає Кайла повернутися до джедаїв.

## Ігровий процес

Приклад ігрового процесу

У цій грі немає меню створення персонажа та глобальної кастомізації його, на відміну від його сиквелу (Star Wars Jedi Knight: Jedi Academy). Гравець може лише обирати складність нової гри. Геймплей поєднує у собі елементи екшену та шутера. Є можливість змінювати камеру огляду як від першої так і від третьої особи. Гравцеві дається вибір різноманітної зброї, та перелік прийомів Сили, а також різні комбінації при боях на світлових мечах. У грі наявно багато потаємних місць, босів та головоломок, що навіть при найнижчій складності спонукають гравця бути вкрай обережним та розумно використовувати свою зброю.

## Сюжет
Кайл Катарн і його напарниця Джан Орс досліджують покинутий імперський форпост на планеті Кеджім, але це виявляється засідка вцілілих імперців. Герої пробиваються через базу та потрапляють у дослідницький центр, де вивчали кристали, схожі на кайбер-кристали світлових мечів. Щоб з'ясувати походження кристалів, Кайл і Джан вирушають до шахтарської колонії Артус Прайм, перетвореної на імперську фортецю. Катарн зриває імперську операцію, але Джан захоплює темний джедай Десанн і його учениця Тавіон. Кайл намагається врятувати напарницю, але Десанн перемагає його та наказує Тавіон убити Джан.
Розлючений Кайл вирушає в Долину джедаїв, щоб відновити свої здібності Сили, а потім до Академії джедаїв, щоб повернути свій світловий меч, який він залишив у Люка Скайвокера. Люк відкриває Кайлу походження Десанн — той був його учнем. Люк вирішує дозволити Кайлу спинити Десанна, та спершу доручає пройти серію випробувань, аби Кайл довів, що він більше не піддасться Темному боку. Кайл проходить випробування та отримує свій світловий меч, а потім вирушає на Нар Шаддаа, де Люк наказав йому шукати ганшстера Ріло Барука. Шукаючи його, Кайл стикається з Лендо Калріссіаном, який був ув'язнений у підземеллях Ріло. Лендо розповідає, що Ріло займається контрабандою металу кортозису в Хмарному Місті, яке захопили імперці. Після того, як Кайл звільняє Лендо, обоє тікають на кораблі Дендо «Леді Удача». Ріло намагається їх зупинити та гине в сутичці.
Прилетівши на Беспін, Лендо висаджує Кайла в нижніх рівнях Хмарного міста. Пробираючись угору, Кайл вперше зустрічається з Відродженими — солдатами Десанна, що володіють Силою. Кайл допомагає людям Лендо повернути контроль над містом, а потім знаходить і перемагає Тавіон. Вона, побоюючись за своє життя, зізнається, що Джан жива та перебуває на борту зоряного руйнівника адмірала Галака Фіяра. Обіцянка вбити Джан була потрібна лише для того, щоб Кайл вирушив у Долину джедаїв, а Десанн пішов слідом. Кайл щадить Тавіон і бере її корабель, щоб проникнути на зоряний руйнівник, який пришвартувався до імперської бази «Каїрн».
На базі Кайл зустрічає Люка, який повідомляє, що Десанн використав енергію Долини, аби посилити армію Відроджених, яка може налічувати тисячі. Після спільної битви з кількома Відродженими, Кайл і Люк розділяються, щоб розшукати Джан. Дорогою Кайл стикається з «тіньовими штурмовиками» і виявляє, що на базі будують новітній зореліт. Коли Кайл проникає на борт зоряного руйнівника, він бачить як Люк бореться з Десанном на базі, але не встигає допомогти, бо зоряний руйнівник стрибає в гіперпростір. Кайл використовує систему зв'язку корабля, щоб зв'язатися з ескадрильєю повстанців, і знаходить Джан. Вона розповідає, що Десанна цікавила не Долина джедаїв, а Академія джедаїв, куди він зараз вторгається, щоб зібрати її Силу. Кайл убиває адмірала Галака та ламає генератор захисного поля, після чого евакуюється разом із Джан у рятувальній капсулі. Ескадрилья знищує полишений без захисту зореліт.
Кайл і Джан прибувають на Явін IV, коли туди вже почалося вторгнення імперців. Джан вирушає допомогти космічному флоту Нової Республіки, тоді Кайл прямує до Академії джедаїв. Допомігши падаванам і солдатам Республіки відбити напад, Кайл спускається в підземний лабіринт Академії та протистоїть Десанну, який намагається поглинути зосереджену там Силу. Кайл пропонує йому повернутися до джедаїв, але розлючений Десанн відмовляється і нападає на нього. Кайл убиває Десанна і повертається на поверхню, де возз'єднується з Джаном, коли Нова Республіка заарештовує вцілілих імперців. Пізніше Люк дякує Кайлу та Джан і пропонує повернути йому меч на зберігання. Та Кайл ввічливо відмовляється, кажучи, що лишиться джедаєм.